# Autisterna
Autisterna är en roman från 1979 av den svenske författaren Stig Larsson. Den handlar om en eller flera män med oklar identitet i olika situationer runtom i Europa. Boken utgavs genom förlaget Alba. En reviderad upplaga utkom 1988. År 2004 nyutgavs boken som del i förlaget Modernistas serie "En modern klassiker".
Romanen markerade en övergång från det realistiska 1970-talets litteratur till det postmoderna 1980-talet och var starten på en ny litteraturvåg som var en reaktion på 1970-talet samhällsmedvetna litteratur. Boken är en av titlarna i boken Tusen svenska klassiker (2009).

## Tillkomst
Stig Larsson hade tidigare främst läst utländska klassiker och hade dålig uppfattning om samtida svensk litteratur. Autisterna kom till medan han läste till filmare vid Dramatiska Institutet. Han skrev de första två sidorna utan plan, tyckte de var bra och fortsatte. När halva boken var färdig visade han den för sin vän Horace Engdahl, som berömde den och bad Larsson att skriva lika mycket till. Larsson var tveksam då det inte fanns någon handling eller övergripande idé, men Engdahl övertalade honom att det inte behövs i en modern roman.

### Fotnoter
1. ↑  ”Autisterna”. Libris. Kungliga biblioteket. http://libris.kb.se/bib/7642860. Läst 2 november 2012.
2. ↑  Engdahl, Horace. ”Stig Larsson. Bibliografi.”. Litteraturbanken. http://litteraturbanken.se/#!forfattare/LarssonStig/bibliografi. Läst 2 november 2012.
3. ↑  Gradvall et al 2009, nr. 522
4. ↑  Korsström, Tuva (1994). Berättelsernas återkomst. Söderströms förlag. ISBN 951-52-1494-7. http://www.kaapeli.fi/korsstrom/larsson.htm. Läst 4 november 2012